# Павле Васић
Павле Васић (Ниш, 30. август 1907 — Београд 12. март 1993) био је српски сликар, ликовни критичар, педагог и правник. Током целог свог живота поред професорског позива и предавалачког талента у коме је био по оцени својих студената неспоран, остала је његова животна преокупација и може се рећи ентузијазам према историјату српске униформе, те сматра се првим српским научником који је утемељитељ новог научног приступа у тој области. Био је члан УЛУС-а и УЛУПУДС-а.

## Школовање
Образовање је стекао у Београду. Његов деда по мајци Павле Јанковић, артиљеријски пуковник, је био заслужан за његов животни пут. Наиме, посматрајући свакодневно свог унука како не испушта оловке и боје из руку, прво му је купио монографију француског сликара Ораса Вернеа, а потом га 1922. уписао у Уметничку школу, а паралелно је похађао и Трећу мушку гимназију. Након две године напустио је Уметничку школу. По завршеној матури, опчињен сликарством Јована Бијелића, Васић, 1926. године, ступио је у његов атеље и учио сликарство три године. Паралелно са својим сликарским ангажовањем давао је испите на Правном и на Филозофском факултету. Звање доктора наука из области историје и теорије уметности одбранио је 1956. године на Универзитету у Љубљани.

## Почетни рад у позоришту
Непосредан контакт са позориштем имао је 1936. године, посредством Тодора Манојловића, који је у неколико махова писао о његовим сликама на изложбама у Павиљону „Цвијета Зузорић“, а чија се драма Опчињени краљ управо припремала на сцени Народног позоришта у Београду. Тако је дошло до сарадње: Васић је нацртао студије за костиме племства баварског двора и униформе великодостојника, а његово име се појавило на позоришном плакату те представе као једног од аутора костима.

### Заробљеништво
Године 1939. почео је да ради као асистент у Музеју кнеза Павла. Као резервни поручник трвђавске артиљерије Југословенске војске у време Другог светског рата, био је заробљен и одведен у место Аверси, близу Напуља, где са осталима учествује у оснивању такозваног Заробљеничког позоришта. После капитулације Италије, пребачени су у Тоскану где их преузимају немачки војници. Тада је Васић написао комад о логору верно описујући живот и збивања у њему. Позориштем се бавио неколико година по завршетку рата, а позоришним списатељством до краја живота (драма о Јоакиму Вујићу у Сербији, о Живку Павловићу, о Захарију Орфелину...)

## Сликарска делатност
Први пут је излагао 1929. године на изложби у Павиљону „Цвијета Зузорић“ у Београду. Његова излагачка активност текла је у два маха: између 1929-1940. и од 1945. до 1957. године.

## Педагошки рад
Након 1948. из Удружења ликовних уметника Србије (УЛУС) стигло је прво постављење Павла Васића за професора у гимназији, а убрзо и за професора историје костима на новооснованој Академији примењених уметности (ту је и пензионисан као редовни професор). Костимографија је постала његово главно занимање. Предавао и на Позоришној академији (предмет "Стилови", у коме су били обухваћени историја уметности и историја костима) као и на Музичкој академији у Београду, Академији ликовних уметности у Новом Саду (1974—79), Факултету примењених уметности у Београду (предмет „Историја ношње“, 1980-85) и на Филозофском факултету, на групи за Историју уметности (предмет „Историја европске уметности од XVI века до најновијег доба“, 1952-63).

## Теоријски рад
Најважније проблемско-тематско поље којима се Васић бавио јесте српски барок. Аутор је великог броја текстова из области историје уметности, које је почео да објављује још 1938. у часопису Уметнички преглед, а бавио се и ликовном критиком коју је више деценија континуирано објављивао у дневном листу Политика. Објавио је велики број радова: књига, студија, предговора, чланака и других текстова. Његови научни и стручни радови су објављивани у Бечу, Венецији, Будимпешти, Букурешту, Северној Америци.

## Награда Павле Васић
Удружење ликовних уметника примењених уметности и дизајнера Србије (УЛУПУДС) од 1995. године додељује награду „Павле Васић“ за најбоље теоријско дело из области примењених уметности у једној години.

## Књиге
- Линије и облици : уџбеник цртања за V и VI разред гимназије, Београд : Знање, 1952;
- (друго издање: Београд, Уметничка академија, 1968);
- Европска уметност XVII века, Београд : Савез студената Историје уметности, 1960;
- Европска уметност XVIII века, Београд : Савез студената Историје уметности, 1960. (друго издање: 1962);
- Живот и дело Анастаса Јовановића првог српског литографа, Београд : Народна књига, 1962 (докторска дисертација);
- , 1974; 3. dopunjeno izd., Beograd : Univerzitet umetnosti : CLIO, 1992);
- Доба барока : студије и чланци, Београд : Уметничка академија, 1971;
- Тридесет година Удружења ликовних уметника Србије : 1945-1975 : Уметнички павиљон „Цвијета Зузорић“, Београд, 11. 12. 1975. - 11. 1. 1976;
- Униформе српске војске : 1808-1918, Београд : „Југославија“ : Просвета, 1980;
- Примењена уметност у Србији : 1900-1978 : пролегомена за историју примењених уметности код нас, Београд : Удружење ликовних уметника примењених уметности и дизајнера Србије, 1981;
- Уметничка топографија Сомбора, Нови Сад : Матица српска, 1984;
- Уметничка топографија Панчева, Нови Сад : Матица српска, 1989;
- Уметничка топографија Крушевца, Нови Сад : Матица српска, Крушевац : Багдала, 1990;
- Доба уметности : студије и чланци, Ваљево : „Милић Ракић“, 1990;
- Доба рококоа : студије, чланци и предавања: Београд : Универзитет уметности, 1991;

## Студије и предговори (избор)
- Војвођански сликари у Србији (1950);
- Српска ношња за време Првог устанка, Београд : [б. и.], 1954;
- Страни уметници, Београд : [б. и.], 1956;
- „Карађорђевићева Србија у делима савремених уметника“, [Б. м. : б. и.], 1959, стр. 67-78;
- Портрети Константина Данила (1961);
- „Барокни елементи у српском сликарству прве половине 18. века“, Београд : [Српска православна црква], 1964;
- Димитрије Бачевић : иконописац карловачки, Београд : [б. и.], 1969;
- „Сложеност сликарског дела Петера Крафта и његови одјеци“, [Нови Сад] : Матица српска, 1972, стр. 309-323;
- „Захарије Орфелин и Јакоб Матис Шмуцер“, Нови Сад : Матица српска, 1977, стр. 251-259., и др.

## Цртачка и сликарска дела у збиркама
Народни музеј у Београду, Музеј савремене уметности у Београду, Војни музеј, Историјски музеј у Београду, Музеј ПТТ, и музеји у Топлицама, Шапцу, Пожаревцу, Зајечару, Крушевцу и Нишу.

## Награде и признања
- Вукова награда (1977)
- Октобарска награда Београда (1974)